# Łemkowszczyzna
     Północna granica Łemkowszyzny w Polsce według Romana Reinfussa
     Polska miejscowość
     Rusińska miejscowość

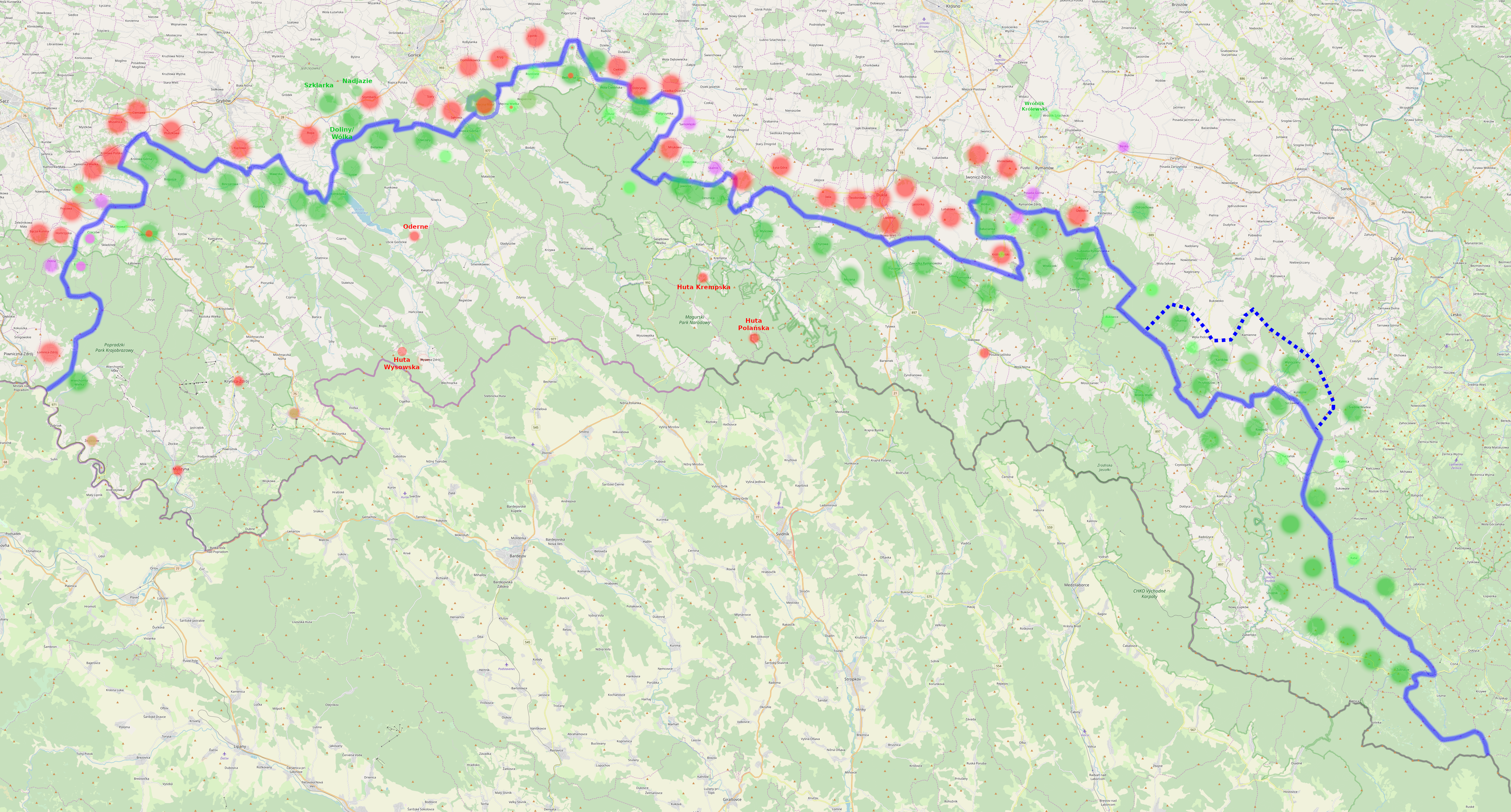
Północna granica Łemkowszyzny w Polsce według Romana Reinfussa
Polska miejscowość
Rusińska miejscowość

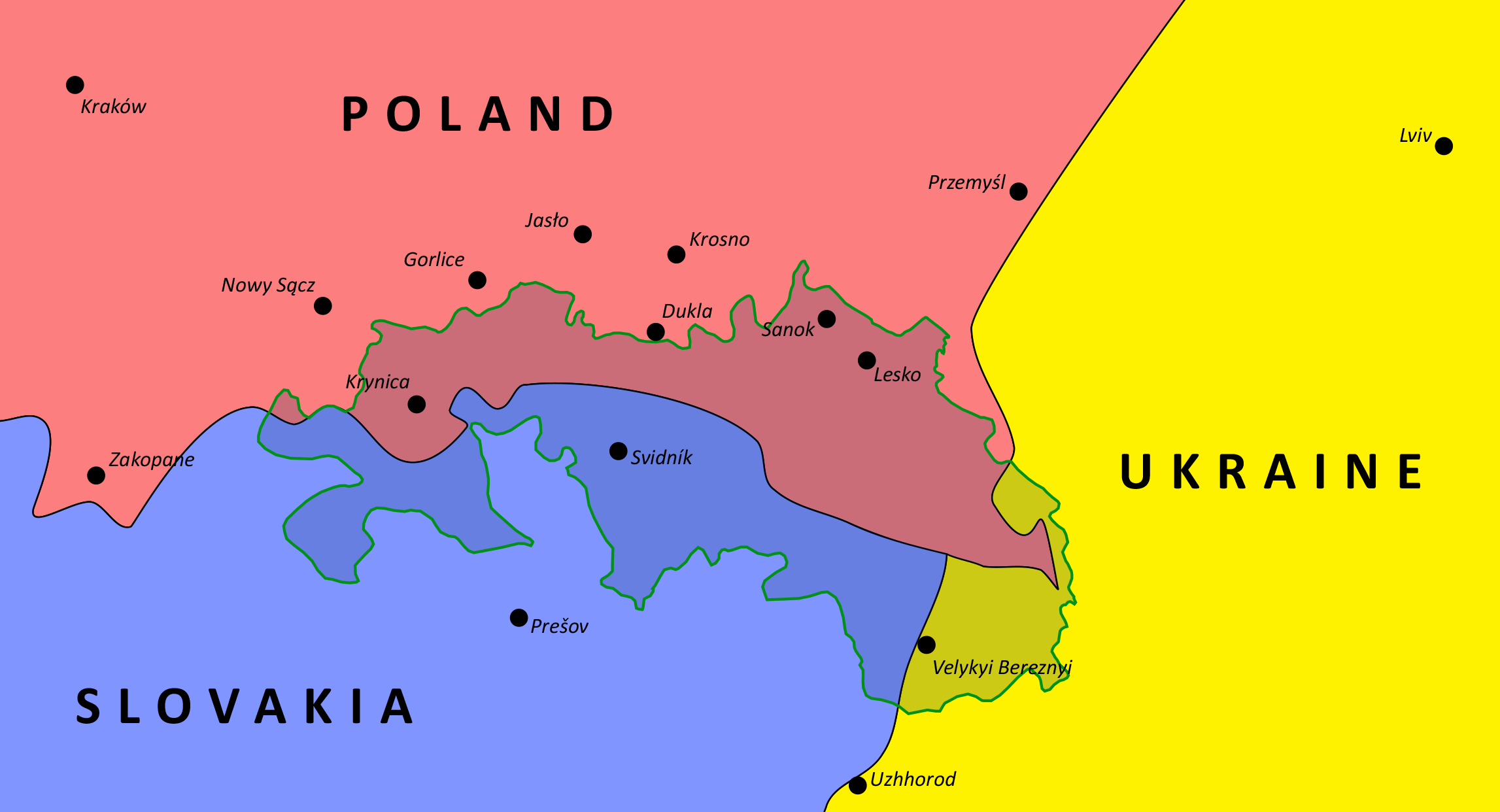
Mapa Łemkowszczyzny według Światowej Federacji Ukraińskich Łemkowskich Organizacji

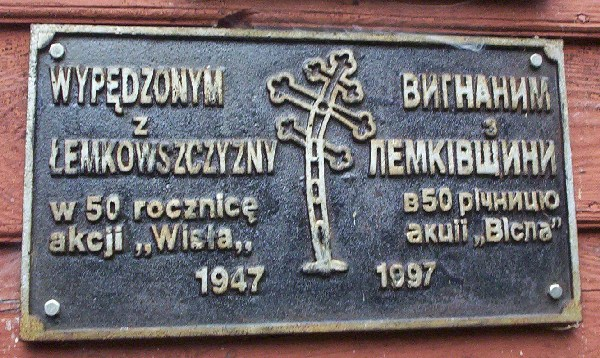

Łemkowszczyzna (łem. Лемковина, ukr. Лемківщина) – potoczna nazwa obszaru zamieszkiwanego przez Łemków.
Po polskiej stronie Karpat był to teren od Wysokiego Działu w Bieszczadach, po dolinę Popradu w Beskidzie Sądeckim, oraz tzw. Ruś Szlachtowska na pograniczu Małych Pienin i Beskidu Sądeckiego, natomiast po stronie słowackiej – pas Beskidów.

## Populacja
Obecnie większe skupiska Łemków, którzy identyfikują się z własną grupą znajdują się w miejscowościach:
- w Polsce
  - w województwie małopolskim:
    - Łosie
    - Krynica
    - Nowica
    - Zdynia
    - Gładyszów
    - Hańczowa
    - Uście Gorlickie
    - Bartne
    - Konieczna
    - Bielanka
    - Regietów
    - Gorlice

  - w województwie podkarpackim, głównie w dolinach Osławy i Osławicy:
    - Mokre
    - Szczawne
    - Kulaszne
    - Rzepedź
    - Turzańsk
    - Komańcza
    - Zyndranowa
    - Sanok
- na Słowacji:
  - (...) Preszowszczyzna
- na Ukrainie:
  - (...) rejon wełykobereznianski w obwodzie zakarpackim

## Literatura dodatkowa
- Łemkowie Grupa Etniczna czy Naród?, [The Lemkos: An Ethnic Group or a Nation?], tłumaczenie Paul Best.
- The Lemkos of Poland – Articles and Essays, wydawca Paul Best i Jarosław Moklak
- The Lemko Region, 1939−1947 War, Occupation and Deportation – Articles and Essays, wydawca Paul Best i Jarosław Moklak
- Apostolska Administracja Łemkowszczyzny w latach 1934–1944
- Moskalofilstwo wśród ludności łemkowskiej w XX w., w: Ukraińska myśl polityczna w XX wieku, „Zeszyty Naukowe Uniwersytetu Jagiellońskiego. Prace Historyczne”, z. 103, Kraków 1993
- Almanach Karpacki „Płaj”  Andrzej Wielocha
- Bieszczady. Słownik historyczno-krajoznawczy. Stanisław Kryciński. 1995
- Cerkwie w Bieszczadach, Stanisław Kryciński. 1991, 2005
- Bogdan Huk, Szkilnyctwo na Łemkiwszczyni – nauka wychodżennia na Kyczeru, nr 38 z 23 IX.
- Tadeusz Łopatkiewicz, Мала сакральна архітектура на Лемківщині, (The Small Sacral Architecture in Lemkivshchyna), Nowy Jork 1993, ss. 490, wyd. The Lemko Research Foundation New York, Library of Congress Catalog Card Number: 93-78882 (współautor: Małgorzata Łopatkiewicz)